# Gaston de Pawlowski
Ne doit pas être confondu avec Gaston Palewski.
Pour les articles homonymes, voir Pawlowski.
Gaston de Pawlowski (né le 14 juin 1874 à Joigny et mort le 2 février 1933 à Paris) est un écrivain français, auteur de quelques livres satiriques, docteur en droit, critique littéraire, dramatique et artistique, reporter sportif. Il est surtout connu pour son roman de science-fiction Voyage au pays de la quatrième dimension (1911).

## Biographie

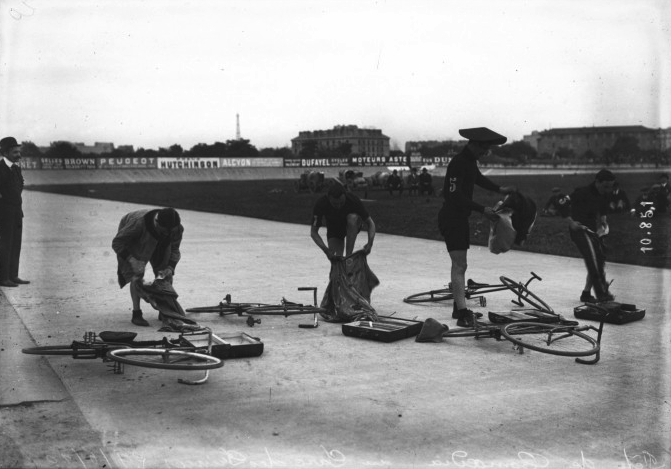
Cyclistes à la fête de Comœdia en 1910.

D'un père ingénieur à la Compagnie de l'Ouest et d'une mère née Valérie de Tryon-Montalembert, Gaston de Pawlowski passa toute son enfance à Paris, suivit les cours du lycée Condorcet puis à École des Sciences politiques, et à l’École du Louvre. Pawlowski est l'ami de Tristan Bernard, d'Alfred Jarry et d'Apollinaire, et correspondant de Marcel Proust. Il pratique le vélo, les courses automobiles et l'alpinisme. Il est aussi bibliophile.
Dès sa vingtième année, il collabore à l'hebdomadaire Le Rire. En tant que journaliste, il est très lié à Pierre Lafitte qui l'embauche dès le premier numéro de La Vie au grand air. Il est nommé directeur de l'hebdomadaire Le Vélo en janvier 1904, rédacteur en chef de l'hebdomadaire culturel Comœdia, en 1907. Il participe aux débuts du journal Le Canard enchaîné en 1916 et écrit des articles critiques pour Les Annales politiques et littéraires dans les années 1920,.
Gaston de Pawlowski signait indifféremment G. de Pawlowski et W. de Pawlowski, parfois Williams Pawlowski. Il utilisait aussi le pseudonyme « L’Éléphant à pétrole. »
En 1902, il publie deux faux journaux politiques, dans Le Rire : La Veilleuse Nationale et La Torche. L'ensemble des numéros, accompagnés d'inédits, furent imprimés en 1906, sous la forme d’une plaquette. Gaston de Pawlowski a rédigé l'ensemble des articles, utilisant de nombreux pseudonymes : Annunzi, Cent-Patries, Henri du Gadouard, Édouard Laferme, Hippocrate Lagneau, Baron Lombart de la Villotière, Paul de Mounine, Joao de Lama-Castro, Ivan Lougarine, Robert Quiberon, Nicolas Soukloch, Rodolphe Souvenir, O.-J.-W. Knut Thomson et Jacques Vueil.
Certaines sources biographiques récentes indiquent qu'il fonda l’Union vélocipédique de France, or, l'U.V.F. fut créée le 6 février 1881 : Gaston de Pawlowski n'avait que six ans. Toutefois, « pendant dix ans, de 1894 à 1904, fit partie du Comité directeur de l’Union Vélocipédique de France et présida la Commission de tourisme ». Il faut noter que, « dès ses débuts, G. de Pawlowski publie des fantaisies dans divers journaux sportifs, tels que le Bulletin officiel de l’Union vélocipédique de France, l’Écho des Sports de Paris, Vélodrôle, Véloce-sport et Bicyclette et Paris-Vélo ».
L’U.V.F., rebaptisée Union des Vieux Français, la L.A.W. (League of Antics Wheelmen ou League of Automatics Wheelmen, selon les textes) et la L.V.B. (Ligue des Vieux Belges) apparaissent dans différents récits, tels que L’Horloger de Brooklyn et « Prédictions sportives pour la nouvelle année ».
Il composa des ouvrages comme La Philosophie du travail (1901, sa thèse de doctorat), et dirigea plusieurs périodiques au nombre desquels Le Vélo, L'Opinion, Comœdia (créé en octobre 1907, il est un temps rédacteur en chef jusqu'en 1914), Automobilia (1917),, ou Spido-Journal, un périodique d'entreprise.
Pendant la guerre, il publie chaque semaine dans Le Rire rouge (Le Rire, ainsi renommé) ses Inventions nouvelles et dernières nouveautés, publiées en recueil en 1916. Il publie aussi dans La Baïonnette et rédige Dans les rides du front.
Patrice Delbourg le décrit en deux lignes : « De taille gigantesque, comme son esprit et son intelligence, il s'apparente à une réplique de héros de Swift. Il se sert de son ironie contagieuse pour exprimer les idées les plus subversives, à l'abri de toute censure. »
Mort d’une crise cardiaque, à Paris, le 2 février 1933, il a été inhumé au cimetière du Père-Lachaise après des obsèques à l’église du Saint-Esprit. Chevalier de la Légion d’honneur depuis le 16 janvier 1914, il était passé officier 14 janvier 1925.

## Œuvre

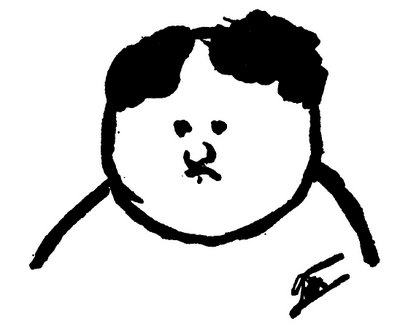
Autoportrait.

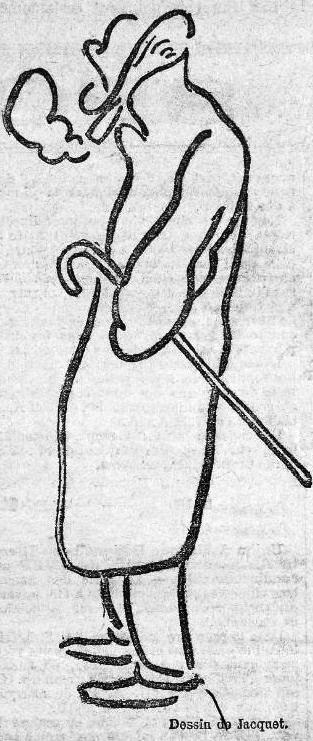
Caricature de la silhouette – imposante — de Gaston 'W' de Pawlowski par Jacquet, parue dans le 1er numéro de l'Auto-Vélo d'Henri Desgrange, le 16 octobre 1900 (soit 4 ans avant sa prise de la direction du Vélo, revue alors en fin d'existence).

### Inventions nouvelles et dernières nouveautés
Il y caricature sans méchanceté en les illustrant de nombreux exemples inventés les abus de la méthode scientifique. Cet ouvrage vise en particulier, outre les débuts d'une société de consommation et du gadget, le scientisme. La préface de ce livre résume la position de cette dernière mouvance : « Démontons et classons avec méthode tous les rouages de notre montre. Il serait étonnant qu'à la fin du processus nous ne sachions pas enfin l'heure qu'il est ».
On y trouve dans l'ouvrage entre autres inventions surprenantes :
- le mètre de poche ne mesurant que 10 cm[21] ;
- la baignoire à entrée latérale[22],[23] ;
- le nouveau boomerang français qui, « pour prévenir tout risque d'accident, ne revient pas à celui qui l'a lancé[24],[25] ».

Gaston de Pawlowski s'y montre un précurseur — mais par le verbe et non l'image — du dessinateur Jacques Carelman.

### Voyage au pays de la quatrième dimension

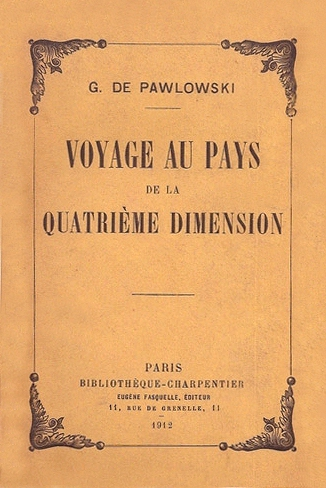
Voyage au pays de la quatrième dimension, 1912.

Dans le roman de Pawlowski, le narrateur raconte ses voyages dans le futur, que lui permet la quatrième dimension. Ce texte est composé d'articles publiés dans les revues L'Auto et Comœdia
L'auteur développe ici, sans forcément les nommer tels qu'on les connaît aujourd'hui, de nombreux thèmes de science-fiction devenus depuis des classiques : les androïdes, la reproduction artificielle, le biomécanisme, la dictature de la science, etc.
Au-delà de son aspect précurseur, ce livre est un étrange mélange de fantastique et de science-fiction, d'humour, de nouvelles et de roman, de réflexions métaphysiques et même mystiques. L'écriture est peu narrative et s'apparente à une longue fresque sur l'histoire de l'humanité, sur la nature, sur l'Univers, qu'il décrit avec la rigueur d'un scientifique tout en s'armant de l'humour contre le scientisme.[réf. nécessaire]

### Les Billets de Paysages animés
Composé d’un ensemble de vingt-six petits textes, le volume vibre entre poésie et dérision et offre un regard décalé sur ce monde en profonde transformation. Paysage urbain, sensations nouvelles, Gaston de Pawlowski trace les lignes de cette modernité dont il voit le déploiement. Le chapitre L’étrange voyage, qui décrit le premier voyage en train du narrateur, ne manque pas d’ironie et de férocité quant au tourisme balnéaire naissant. La description des milieux artistiques dans Au Salon, en trois portraits (Le riche amateur, L’amateur éclairé et Apoplexie), reste d’une cinglante actualité. En ces temps de foires, d’expositions d’arts diverses et variées, il est sûr qu’on croise toujours ces personnages esquissés par Pawlowski.

## Liste d'œuvres
- On se moque de nous  (ill. Jacquet), Paris, M. F. Juven éditeur, coll. « Petite collection du "Rire" », 1898, 124 p. (OCLC 84860772, BNF 31070233, lire en ligne)
- La philosophie du travail : thèse pour le doctorat…, Paris, V. Giard et E. Brière, 1901, 245 p. (OCLC 489626830, BNF 31070163, lire en ligne)
- Voyage au pays de la quatrième dimension  (ill. Léonard Sarluis), Paris, Fasquelle[29], 1912 rééd. 1923 (1re éd. 1911, Comœdia), 324 p. (OCLC 4950405063, lire en ligne)
- Inventions nouvelles et dernières nouveautés, Paris, CharpentierRééditions : Balland, 1973 (BNF 35226751) et  Finitude, 2009 (BNF 42057533), 1916, 339 p. (OCLC 858703422, BNF 31070164, lire en ligne)
- Dans les rides du front, 1917
- Contes singuliers  (ill. Enzo Manfredini), Paris, La renaissance du livre, coll. « In Extenso » (no 107), 1917, 77 p. (OCLC 318035284)
- Polochon : Paysages animés  (ill. Enzo Manfredini), Paris, La Renaissance du livreRéédition : La Bibliothèque, 2003 avec une préface d’Éric Walbecq., coll. « In Extenso » (no 75), c.1918, 80 p. (OCLC 763735647, BNF 31070165, lire en ligne)
- Ma voiture de course  (ill. Jean Routier), Paris, Ollendorff, coll. « Roman de sport » (no 3), 1923, 191 p. (OCLC 872271778, lire en ligne)
- Hotchkiss en U.R.S.S. (De l'U.R.S.S. au Touquet en page intérieure); Editions STEP Paris. Plaquette illustrée de 20 pages et 4 de couverture, retenues par un cordonnet, intertitres en couleurs, une carte Samara – Le Touquet en couleurs, s.d. (possiblement 1931).

### Rééditions
- Voyage au pays de la quatrième dimension, Denoël, collection Présence du futur, 1962 ; Éditions Paréiasaure, 2002 ; Éditions Images modernes, 2004.
- Inventions nouvelles, dernières nouveautés, Balland, 1973 ; Éditions Finitude, 2009.
- Paysages animés, Éditions La Bibliothèque 2003.
- « Nous étions trois amis intimes qui avions vingt ans aux alentours de 1897, Bottini, Launay et moi… (Récit biographique) », in Plein Chant no 80, 2005[30].
- « Les Amours d’Antimoine et de Benzamide (Conte surhumain) », dans Le Boudoir des Gorgones no 17, février 2007.
- « La Faillite de la science », dans Le Passé à vapeur, ArchéoSF, 2015.
- « Les Idées de la planète Mars », dans Allo ! La Planète Mars, s.v.p. ?, Bibliogs, 2016.
- « Androïdes » et « La Mort et la résurrection du rêve », in En attendant Robot… (De l’Anthropomorphisme au Mékanémorphisme), Bibliogs, 2017.
- « Un Vieux de la vieille » et « Inventeurs », dans Légendes du Sport (Fantaisies sportives), Bibliogs, 2017.
- « Le Secret des Fouilles de Glozel », dans Bafouilles préhistoriques (Vestiges d'un monde antédiluvien), Bibliogs, 2017.
- La Bêtise universelle, Bibliogs, 2017. Contient une vingtaine de textes.
- Par-delà l’Espace et le Temps, Bibliogs, 2017. Contient une vingtaine de textes.
- L’Horloger de Brooklyn, Bibliogs, 2017.
- « Vendôme-Bastille », dans Défi de l’air (De Icare, fils de Dédale, à l’an 2364), Bibliogs, 2018.
- « Projet de Guerre perpétuelle », in Les Guerres futures, Bibliogs, 2018.

### Inédits
- Le jeune homme d'apparence chétive et la femme d'une grande beauté[31]
- Aristote à Paris[31]

### Articles
- « Blaise Cendrars, Moravagine », dans Les Annales, 20 juin 1926, p. 664–665 [lire en ligne] lire en ligne sur Gallica